# براندان باكلي
براندان باكلي (بالإنجليزية: Brendan Buckley)‏ هو طبال أمريكي، ولد في 13 مارس 1974.